# Freiheit (USPD)

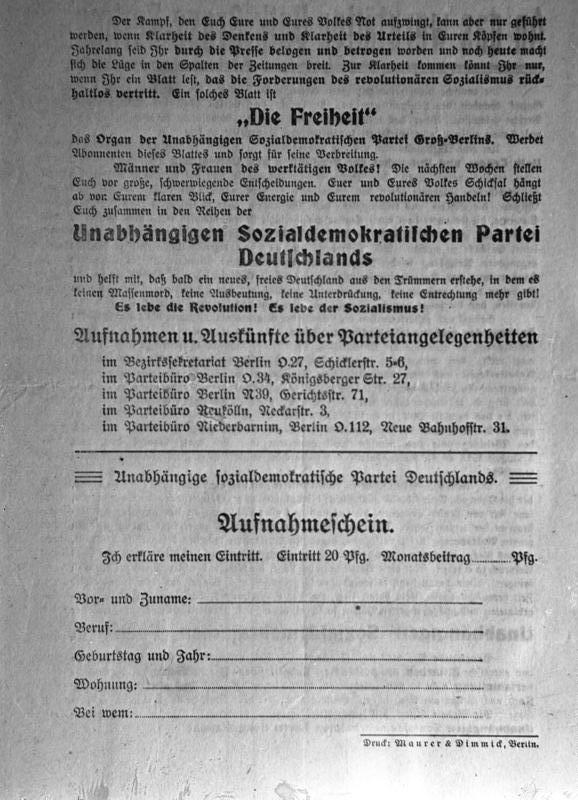
USPD-Flugblatt mit Werbung für die Zeitung „Die Freiheit“

Die Freiheit war eine Parteizeitung der Unabhängigen Sozialdemokratischen Partei Deutschlands (USPD). Sie erschien von 1918 bis 1922 sowie erneut von 1928 bis 1931.

## Geschichte
Die USPD gab eine Reihe von Periodika heraus. Im Krieg war die SPD-Parteipresse fest in den Händen des Parteivorstands der SPD. Redakteure, die gegen den Burgfriedenskurs opponierten, wurden entlassen. Die Lage der oppositionellen Presse war daher kritisch. Eine Ausnahme bildete die Leipziger Volkszeitung, die über ihre Rechtsform der Aktiengesellschaft dem Zugriff der SPD entzogen war. Im Raum Berlin hatte die USPD nur das kleine, seit 1906 erscheinende Mitteilungsblatt des Verbandes der Sozialdemokratischen Wahlvereine Berlins und Umgebung auf seiner Seite. Das Mitteilungsblatt wird oft als Vorgänger der Freiheit angegeben, obwohl die beiden Blätter bis zum Jahresende 1918 parallel existierten.

### 1918/19
Die Zeitung erschien erstmals am 15. November 1918 unter dem Titel Die Freiheit mit dem Zusatz „Berliner Organ der Unabhängigen Sozialdemokratie Deutschlands“. Die Freiheit erschien täglich morgens und nachmittags und wochenends einmal täglich. Die Zeitung war de facto das Zentralorgan der USPD und zugleich Tageszeitung in Berlin. Chefredakteur war provisorisch Siegfried Nestriepke, ein vormaliger Redakteur des Vorwärts, der aber zum Jahresende 1918 ausschied, nachdem ihn die Pressekommission kritisiert hatte. Die Pressekommission wurde seitens der USPD besetzt und entspricht den heutigen Kontrollgremien in Zeitungsverlagen zur Durchsetzung des Verlegerlinie. Nachfolger als verantwortlicher Redakteur war Alfred Wielepp, der lange Jahre verantwortlicher Redakteur des Vorwärts gewesen war. Leitender Redakteur wurde Rudolf Hilferding. Papierrationierungen machten das Blatt vier Seiten dünn, da das Stichjahr für die Papierzuteilung aus dem Jahr 1915 stammte, das das Jahr der niedrigsten Auflage der sozialdemokratischen Presse war. So mussten andere USPD-Zeitungen, die bei der Spaltung aus der SPD mitgenommen wurden, die Freiheit mit Papierkontingenten stützen. Das Problem des latenten Papiermangels hatte trotz der Regierungsmacht der SPD auch der Vorwärts.
Ab Januar 1919 firmierte die Zeitung als Freiheit unter Weglassen des Artikels. Die Zeitung hatte als Startkapital ein Darlehen in Höhe von 30.000 Mark. Im Januar 1919 wurde die Verlagsgenossenschaft „Freiheit“ eGmbH gegründet um ab dem 1. März als Träger der Zeitung und eines Buchladens zu fungieren. Mitglied konnte jedes volljährige Parteimitglied werden, welches einen Geschäftsanteil von 20 Mark hielt, höchstens 1000 Mark. Jedes Mitglied hatte ungeachtet seiner Anteile nur eine Stimme. Es gab im Reich weitere Zeitungen der USPD mit demselben Namen, wie die „Freiheit“ in Königsberg oder in Braunschweig. Es gab Zeitungen der KPD gleichen Namens in Hanau und Düsseldorf.
Während der Leitung Hilferdings stieg das Blatt 1919 zu einem der meistgelesenen in Berlin auf. Die Angabe der Auflagen variiert: Am Anfang hatte das Blatt eine Auflage zwischen 30.000 und 65.000 Exemplaren. Für den April 1919 wurden 170.600 verkaufte Exemplare angegeben, andere schätzten für den Juni 1919 223.000 bis zu 275.000 verkaufte Exemplare. Nach 1920 büßte die Partei auf Grund der Spaltung der USPD einen Teil ihrer Leser ein.
Allerdings wurde Hilferding bereits auf dem Parteitag der USPD in Leipzig im Dezember 1919 kritisiert: „Hilferding läßt sie [ Kautsky und Ströbel ] Leitartikel schreiben, die Waffen für die Gegner liefern... “ und Curt Geyer schimpfte, er habe „Verwirrung in die Köpfe der Arbeiter getragen“.

### 1920
Im Zusammenhang mit dem Blutbad vor dem Reichstag am 13. Januar 1920 wurden die „Rote Fahne“ und die „Freiheit“ verboten und konnten erst am 9. Februar wieder erscheinen. Zur gleichen Zeit wurde ein Parteiausschlussverfahren gegen Kautsky und Hilferding erfolglos angestrengt. Während des Kapp-Putsches ruhte das Erscheinen aller Berliner Zeitungen vom 14. bis 22. März.
Im Dezember 1920 kam es zur ersten Spaltung der USPD, als deren großer linker Flügel der Kommunistischen Internationale beitrat und damit deren deutscher Sektion, der KPD. Über einen Zeitraum von etwa zwei Jahren firmierte die KPD auch unter dem zusätzlich verwendeten Namen Vereinigte Kommunistische Partei Deutschlands (VKPD). In dieser Zeit erschien Die Internationale zunächst als Zentralorgan der USPD, und im ersten Monat nach der Etablierung der VKPD bis Ende Dezember 1920 auch als zusätzliche Parteizeitung der VKPD – neben deren offiziellem Parteiorgan Die Rote Fahne.
Ursache für die Spaltung waren die 21 Bedingungen. Diese von der Sowjetunion gestellten Bedingungen waren die Voraussetzung für den Eintritt der USPD in die Komintern, über die die USPD seit dem Frühsommer 1920 verhandelte.
„Alle Presseorgane, die sich in den Händen der Partei befinden, müssen von zuverlässigen Kommunisten redigiert werden (...) Die periodische und nichtperiodische Presse und alle Parteiverlage müssen vollkommen dem Zentralkomitee der Partei unterstellt werden (...) Es ist unzulässig, daß die Verlage ihre Autonomie mißbrauchen und eine Politik treiben, die nicht ganz der Politik der Partei entspricht (...) Jede Organisation, die der Kommunistischen Internationale beitreten will, muß planmäßig von allen irgendwie verantwortlichen Posten der Arbeiterbewegung (in den Parteiorganisationen, Redaktionen, (...)) die Reformisten und Anhänger des ‚Zentrums‘ entfernen und an ihre Stelle bewährte Kommunisten setzen, ohne sich daran zu kehren, daß man mitunter in der ersten Zeit ‚erfahrene Führer‘ durch einfache Arbeiter wird ersetzen müssen.“ In der Debatte um die 21 Bedingungen der Komintern mit dem Ziel des Zusammenschlusses der USPD mit der KPD sprach sich Hilferding in der Freiheit früh gegen den Anschluss an die dritte Internationale aus. Dieselbe Haltung verfolgte das gesamte Blatt. Während der Debatte erschienen etwa 80 Beiträge zum Thema. Davon waren zwei Drittel ablehnend. Gegen die Annahme der Bedingungen sprachen sich Rudolf Breitscheid, Oskar Cohn, Arthur Crispien („Selbstmord“), Robert Dißmann, Karl Kautsky und Georg Ledebour aus. Dennoch entschied sich der Bezirk Berlin, der mitverantwortlich für die Besetzung der Pressekommission war, für die Annahme der 21 Bedingungen. Am 28. September 1920 musste die Redaktion in der Morgenausgabe einen mit knapper Mehrheit gefassten Beschluss der Pressekommission abdrucken, der ihr das Misstrauen aussprach. Der Vorwärts kommentierte den Vorgang mit den Worten: „Allen Anschein kämpft die Redaktion auf einen verlorenen Posten. Sie wird alsbald, entsprechend dem Moskauer Diktat, überzeugten Kommunisten Platz machen müssen.“ Mit 12 zu 8 Stimmen und einer Enthaltung beschloss die Pressekommission am 30. September die Neubesetzung der Redaktion. Den Redakteuren wurde gekündigt bis auf den Feuilletonleiter Erich Baron. Die Redaktion befolgte diesen Beschluss nicht und verwies darauf, dass der Vorstand der Verlagsgenossenschaft Einspruch erheben könne und in gemeinsamer Sitzung eine Entscheidung getroffen werde müsse. Der Vorwärts: „Innerhalb der unabhängigen[-sozialdemokratischen] Presse bildet wiederum die ‚Freiheit‘ das wertvollste Beutestück. Seit Wochen zerren die Richtungen an diesem Blatt hin und her, wie zwei Hunde an einem Knochen.“ Am 9. Oktober 1920 lehnten der Vorstand des Aufsichtsrats und der Betriebsrat die Kündigungen ab und rügten den Vorsitzenden der Pressekommission, Paul Schwenk, für sein Vorgehen. Nach der Spaltung der Partei bestreikten die Setzer die Zeitung und konnten nur durch Androhung der fristlosen Kündigung zum Einlenken bewegt werden.

### 1921/22
Die Redaktion der „Freiheit“ vertrat ab 1921 auf Grund der sich verschlechternden Lage und der Wahlniederlagen die Meinung, dass eine eigene Partei links der SPD überflüssig sei. Der Bruch kam, als die Redaktion Ende 1921 vorschlug, die „bürgerliche“ Koalition des Reichskanzlers Wirth zeitweise zu unterstützen.
Dafür wurden sie von Ledebour, Crispien und Dittmann kritisiert, und von Kautsky verteidigt. Bei anderen tagespolitischen Fragen wie dem Berliner Gemeindearbeiterstreik hatten die Redakteure für ihre Ansichten keine Unterstützer in Parteiführung oder Basis. Sie schrieben Artikel im ersten Quartal 1922, die wenige in der Partei billigten. So verlangten die Instanzen, dass die Redaktion die Beschlüsse des Parteitags von Leipzig von 1922 anerkenne. Gegen den Redakteur Liebschütz wurde ein Parteiausschlussverfahren angestrengt, da er zu Frankfurter SPD-Zeitung „Volksstimme“ wechseln wollte. Zeitgleich verschlechterte sich auch die wirtschaftliche Lage der Zeitung infolge der Inflation. Die Zeitung brachte täglich in dicken Balken den Wechselkurs Dollar-Mark. Die Zeitung hatte mit steigenden Papierpreisen zu kämpfen. So musste die Druckerei an die Firma Litfaß Erben, das Grundstück an die Reichsbank verkauft werden. Ab dem 13. März musste die Zeitung in einer Druckerei gedruckt werden, die vorher die Rote Fahne produziert hatte, nachdem eine Privatdruckerei vertragswidrig abgesprungen war und dann die Verhandlungen mit dem Vorwärts gescheitert waren.
Am 24. März 1922 wurde die von Hilferding geführte Redaktion schließlich von Zentralleitung, Parteirat und Pressekommission gerügt, weil sie nicht dem Parteikurs folgte. Dittmann zeihte Hilferding als hoffnungslosen Pessimisten, der die Zeitung zu sehr als Theoretiker und zu wenig wie ein Kampforgan leite. Die Zeitung verlautbarte daraufhin die Demission der Redakteure: „Die Redaktion der ‚Freiheit’ hat die Konsequenzen aus dem Misstrauensvotum der zentralen Körperschaften gezogen und der Berliner Parteileitung und Pressekommission ihre Ämter zur Verfügung gestellt.“ Mit dieser Mitteilung trat Hilferding als Chefredakteur zurück und auch die Redakteure bis auf einen folgten diesem Schritt.
Chefredakteur wurde daraufhin Wilhelm Dittmann. Unter den neueingestellten Redakteuren befand sich Ernst Reuter.
Die ehemaligen Redakteure Paul Hertz und Eugen Prager bekannten sich in Rudolf Breitscheids Zeitschrift „Der Sozialist“ zu Vereinigung von USPD und SPD. Die neue Zeitungsredaktion schwenkte selbst auf den Kurs der Wiedervereinigung mit der SPD ein, nachdem die Republik im Juni durch die Femeattentate auf Philipp Scheidemann und Walther Rathenau erschüttert worden war. Nachdem sich die USPD großenteils mit der SPD wiedervereinigt hatte, wurde die miteingebrachte Zeitung zu Gunsten des „Vorwärts“ eingestellt.

### Nach 1922 bis 1931
Die nicht der SPD beigetretenen USPD-Mitglieder führten das Parteiorgan „Klassenkampf“ weiter. Unter dem Namen „Freiheit“ erschien erneut eine Zeitschrift der USPD im Zeitraum vom 2. Dezember 1928 bis Ende September 1931. 1931 löste sich die USPD auf. Die meisten ihrer noch verbliebenen Mitglieder schlossen sich der aus einer linken SPD-Abspaltung hervorgegangenen neu gegründeten Sozialistischen Arbeiterpartei Deutschlands an.

## Zeitgenössische Kritik
Carl von Ossietzky griff 1924 in seiner Analyse für Das Tage-Buch Hilferdings Zeitungskonzeption scharf an:

„[Rudolf Hilferding] ist Leiter der ‚Freiheit‘ gewesen in einer Zeit, da der ‚Vorwärts‘, an die Noske-Politik gekoppelt, versandete. Er hat die unerhört günstige, niemals wiederkehrende Chance nicht gesehen, hier ein geistig repräsentatives Organ des deutschen Sozialismus zu schaffen. Die Absätze zu einer völlig neuen sozialistischen Journalistik in seinem eigenen Blatt hat er nicht erkannt, geschweige darin gepflegt. Die Talente wanderten ab; die Pressekommission führte alles wieder in die Bahnen jener traditionellen Popeligkeit zurück, die das Gros der sozialdemokratischen Presse in Deutschland für Leser von Geschmacksansprüchen so unerträglich macht und der bürgerlichen Konkurrenz ein ausgesprochenes Uebergewicht verleiht. Eines Tages ging Hilferding in aller Stille davon. Und bald darauf empfahl sich seine Schöpfung, die ‚Freiheit‘, noch stiller.“

Kurt Tucholsky stellte in einer Glosse 1925 in der Weltbühne ein sarkastisches „Dienstzeugnis“ für Hilferding als Chefredakteur des Blattes aus:

„Herr Dr. Rudolf Hilferding wurde vom Reichsverband zur Bekämpfung der Sozialdemokratie in die Redaktion der ‚Freiheit‘ entsandt. Es gelang ihm, das gefährliche Blatt in zwei Jahren derart herunterzuwirtschaften, daß sowohl von einem Blatt wie von einer Gefahr nicht mehr gesprochen werden kann.“

## Redaktion

### Chefredakteure
- Siegfried Nestriepke (1885–1963): Anfang bis Dezember 1918
- Rudolf Hilferding (1877–1941): Anfang 1919 bis März 1922
- Wilhelm Dittmann (1874–1954): April 1922 bis Ende

### Redaktion bis 27. März 1922
- Alfred Wielepp (1878–1948)
- Paul Hertz (1888–1961)
- Robert Hensel
- Eugen Prager (1876–1942)
- Felix Stössinger (1889–1954)
- Leo Liebschütz (1893–)
- Richard Seidel (1882–1951)
- Alexander Stein (1881–1948)
- Emil Rabold (1886–)
- Rudolf Schwarzkopf (1885–)
- O. Thielemann ab 1921

### Redaktion von 27. März 1922 bis 30. September 1922
- Paul Hennig (1874–1965)
- Karl Marchionini (1875–1926)
- Emil Rauch (1874–1956)
- Ernst Reuter (1889–1953)
- Otto Meier (1889–1962)
- Georg Davidsohn (1872–1942)
- Carl Minster (1873–1942)

## Weitere Mitarbeiter
- Erich Baron (1881–1933)
- Gustav Laukant (1869–1938)
- Walter Oehme (1892–1969)
- Berthold Rudner (1885-Vor 1945)
- Bruno Schönlank jr. (1891–1965)
- Paul Schwenk (1880–1960)
- Gerhart Seger (1896–1967)
- Kurt Tucholsky (1890–1935)